# 方城左郡
方城左郡，中国南北朝时设置的郡。
南朝齐武帝永明八年（490年）之前置方城左郡，属郢州。治所在湖北省东部长江北之地，下辖城阳县、归义县。应为侨置河南的方城县所置。南梁、南陈废方城左郡。